# Synegia decolorata
Synegia decolorata là một loài bướm đêm trong họ Geometridae.